# آبشار وینوفوسن
آبشار وینوفوسن (به انگلیسی: Vinnufossen) آبشاری است در کشور نروژ که ۸۶۰ متر ارتفاع دارد.  این آبشار ششمین آبشار بلند جهان است.